# Lucas Sotteau
Pas d'image ? Cliquez ici

a Compétitions nationales et continentales officielles uniquement.

b Matchs officiels uniquement.
Dernière mise à jour le 2 août 2025.
Lucas Sotteau, né le 30 août 1993, est un joueur belge de rugby à XV qui évolue au poste de pilier.  

## Biographie
Lucas Sotteau est formé au rugby à XV par le RC Frameries, avec lequel il évolue jusqu'à ses 18 ans, année où le club s'incline en finale de Coupe de Belgique à la fin de la saison 2011-2012.
Il pratique ensuite le rugby en France, jouant successivement dans les clubs du CA Saint-Étienne, du Lyon OU et de l'US bressane en l'espace de trois saisons.
À l'intersaison 2015, il s'engage avec le FC Oloron, évoluant en Fédérale 1 ; il dispute son premier match au mois de mars, retardé entre autres par un problème de validation de licence,. Entre-temps, il porte le maillot national belge lors de matchs amicaux.
Sotteau signe son premier contrat professionnel pendant l'été 2015, dans le cadre de son arrivée au RC Aubenas, club disputant le championnat fédéral au sein de la poule élite,.
Sa première cape internationale recensée avec l'équipe de Belgique date du 11 février 2017, lors de la rencontre disputée contre la Géorgie au stade Roi Baudouin, dans le cadre du championnat d'Europe 2016-2017. Néanmoins, il dispute d'autres rencontres plus tôt, entre autres en novembre 2016 contre le Portugal.
Il signe la saison suivante un contrat de deux ans avec l'US Dax, toujours en Fédérale 1,,.
Alors que la saison 2019-2020 est interrompue par la pandémie de Covid-19 en France et que son contrat prend fin, Sotteau fait son retour dans un de ses anciens clubs, le FC Oloron.
Après deux saisons, il s'engage pour deux années avec le Niort Rugby Club, disputant ainsi la saison inaugurale de la Nationale 2 ; il y reste finalement une seule saison.
Lors de la saison 2023-2024, il rentre en Belgique et évolue sous les couleurs de son ancien club, le RC Frameries.
Après une saison, il retourne en France et rejoint le CM Floirac en Fédérale 1.

## Palmarès
- Coupe de Belgique :
  - Finaliste : 2012 avec le RC Frameries.